# Domonkos Zichy
Domonkos Zichy-Vásonkeö, noto anche con il nome tedesco e slovacco di Dominik Zichy (Vienna, 21 luglio 1808 – Majer, 29 ottobre 1879), è stato un vescovo cattolico ungherese.

## Biografia
Domonkos Zichy nacque nel 1808, figlio secondogenito del conte Ferenc Zichy e della sua seconda moglie, Maria Dominika zu Lodron-Laterano und Castelromano. Era fratello del controrivoluzionario Ödön Zichy, giustiziato nel 1848.
Intrapresa la carriera sacerdotale, il 14 maggio 1831 venne ordinato diacono e poi sacerdote il 22 luglio di quello stesso anno. Ottenne quindi un dottorato in diritto canonico e divenne canonico alla cattedrale di Olomouc. Il 23 luglio 1840 venne nominato vescovo di Rožňava e dal 1842 fu trasferito alla sede di Veszprém. Durante il suo episcopato, organizzò diverse fondazioni di beneficenza tra cui la Società Kisfaludy, ancora oggi attiva.
Si impegnò politicamente per fronteggiare le idee liberiste di Ferenc Deák, supportando negli anni '40 dell'Ottocento, con l'arcivescovo József Kopácsy di Esztergom (già vescovo di Veszprém) finanziariamente e segretamente il partito conservatore guidato dal politico Zala e da György Forintos. Tuttavia, il partito conservatore non ebbe successo nella direzione della politica ungherese, lasciando invece spazio ai principi di Deák.
Quando il governo inviò un commissario governativo per indagare sulle finanze instabili della diocesi nel 1848, intuendo che in realtà si stesse indagando sui suoi finanziamenti segreti, il vescovo preferì lasciare il suo incarico e ritirarsi a vita privata nelle sue proprietà. Malato, ma sempre impegnato nelle opere di carità, si spense nel 1879.

## Genealogia episcopale e successione apostolica
La genealogia episcopale è:
- Cardinale Scipione Rebiba
- Cardinale Giulio Antonio Santori
- Cardinale Girolamo Bernerio, O.P.
- Arcivescovo Galeazzo Sanvitale
- Cardinale Ludovico Ludovisi
- Cardinale Luigi Caetani
- Cardinale Ulderico Carpegna
- Cardinale Paluzzo Paluzzi Altieri degli Albertoni
- Cardinale Flavio Chigi
- Papa Clemente XII
- Cardinale Giovanni Antonio Guadagni, O.C.D.
- Cardinale Cristoforo Migazzi
- Arcivescovo Michele Leopoldo Brigido
- Arcivescovo Sigismund Anton von Hohenwart, S.I.
- Cardinale Alexander Rudnay Divékújfalusi
- Vescovo Ferenc Nádasdy
- Vescovo Domonkos Zichy

La successione apostolica è:
- Arcivescovo László Bémer de Bezdéd et Kisbáka (1843)